# اغتصاب بنات ليوكيبوس

اغتصاب بنات ليوكيبوس هي لوحة زيتية رسمها بيتر بول روبنس وجون ويلدن في 1618. اللوحة حالياً متواجدة في متحف ألت بيناكوثيك في ميونخ.